# Andrés Miso
Andrés Miso Molina (Madrid, 7 gennaio 1983) è un ex cestista spagnolo, professionista nella Liga ACB.

## Carriera
Con la Spagna ha disputato i Giochi del Mediterraneo di Almería 2005.